# Falęcin Stary
Falęcin Stary – wieś w Polsce, położona w województwie świętokrzyskim, w powiecie buskim, w gminie Stopnica.
W latach 1975–1998 miejscowość administracyjnie należała do województwa kieleckiego.
Przez miejscowość przebiega droga wojewódzka nr 756

## Części wsi
| SIMC    | Nazwa  | Rodzaj    |
| ------- | ------ | --------- |
| 0272833 | Piachy | część wsi |
| 0272840 | Stany  | część wsi |

## Historia
Falęcin (obecnie Falęcin Stary) opisany w wieku XIX jako wieś w powiecie stopnickim, gminie i parafii Stopnica. We wsi funkcjonował młyn. 
W 1827 r. było tu 16 domów 83 mieszkańców.